# Banda L
La Banda L és un rang de radiofreqüència de Microones del IEEE US que fa servir les freqüències d'1,5-2,7 GHz Aquesta gamma és utilitzada principalment per les cadenes de ràdio digital DAB. Una part d'aquesta banda, entre 2,5 i 2,7 GHz s'utilitza en molts països per a la difusió en MMDS (cable sense cable).

## Bandes de microones
L'espectre de microones es defineix usualment com l'energia electromagnètica que va des d'aproximadament 1 GHz fins a 100 GHz de freqüència, encara que un ús més antic inclou freqüències una mica més baixes. La majoria de les aplicacions més comunes es troben dins del rang d'1 a 40 GHz. Les bandes de freqüències de microones, segons la definició de la Radio Society of Great Britain (RSGB), es mostren en el següent quadre :
| banda L  | 1 to 2 GHz     |
| banda S  | 2 to 4 GHz     |
| banda C  | 4 to 8 GHz     |
| banda X  | 8 to 12 GHz    |
| banda Ku | 12 to 18 GHz   |
| banda K  | 18 to 26.5 GHz |
| banda Ka | 26.5 to 40 GHz |
| banda Q  | 30 to 50 GHz   |
| banda U  | 40 to 60 GHz   |
| banda V  | 50 to 75 GHz   |
| banda E  | 60 to 90 GHz   |
| banda W  | 75 to 110 GHz  |
| banda F  | 90 to 140 GHz  |
| banda D  | 110 to 170 GHz |